# Данієл Чугуряну
Данієл Чугуряну (рум. Daniel Ciugureanu; 9 грудня 1885, Шірауць, Хотинський повіт, Бессарабська губернія, Російська імперія (нині Бричанський район, Молдова) — 19 травня 1950, Турда, Румунія) — молдовський та румунський політик, в 1918 був прем'єр-міністром Молдовської Демократичної Республіки. Також був міністром при п'яти кабінетах міністрів у Румунії.
Здобув освіту лікаря.
Лідер Національної молдовської партії. 24 січня 1918 на раді Сфатул Церій проголосував за проголошення незалежності Молдовської демократичної республіки (МДР). Після розпуску директорської ради та її заміни на Раду Міністрів Данієл Чугуряну став прем'єр-міністром МДР. Після об'єднання Молдови та Румунії представляв Бессарабію в румунському уряді між 9 квітня 1918 і 30 листопада 1919.
У ніч з 5 на 6 травня 1950 арештований, і згідно з показаннями Жюреску, помер 6 травня 1950 в Турді, під час перевезення ув'язнених до пенітенціарної установи Сігет. Донині подробиці смерті не відомі.